# Ричард
Ри́чард (англ. Richard) — мужское имя во многих европейских языках, происходящее из германского языка как составное из  "riks"  в звательном падеже как "rik" (воин-правитель, военный лидер) и «hard» (могучий, сильный). В романских языках, а также в английском, часто связывается с фр. riche, англ. rich, итал. ricco, исп. rico — богатый. Это пример народной этимологии.
Варианты сокращённого имени:
- Дик, Дикки, Рич, Ричи, Рик[1]

## Варианты в разных языках

### Германские
- англ. Richard — Ри́чард
- нем. Richard — Ри́хард
- н.-нем. Ri(c)kert — Рикерт
- нидерл. Richard — Ри́хард
- исл. Ríkharður — Ри́кхардур
- скандинавские Rikard, Rickard — Ри́кард, Ríkarður — Ри́кардур

### Романские
- исп. Ricardo — Рика́рдо
- итал. Riccardo — Рикка́рдо
- кат. Ricard — Рика́рд
- лат. Ricardus — Рика́рдус
- порт. Ricardo — Рика́рду
- фр. Richard — Риша́р

### Славянские
- пол. Ryszard — Ры́шард
- словен. Rihard — Ри́хард
- укр. Річард — Ри́чард
- хорв. Rikard — Рикард
- чеш. Richard — Рихард
- словац. Richard — Рихард
- бел. Рычард — Рычард

### Другиеиндоевропейские
- ирл. Ristéard — Ри́стерд; Riocard — Рёкард
- брет. Richarzh — Ри́шарз
- гэльск. Ruiseart — Ру́шярт
- валл. Rhisiart — Рхи́сярт
- греч. Ριχάρδος — Риха́рдос
- латыш. Ričards — Ри́чардс; Rihards — Ри́хардс
- лит. Ričardas — Ри́чардас
- перс. ریچارد‎ — Ритчард

### Другие не индоевропейские
- баск. Rikard — Ри́кард
- венг. Richárd — Ри́хард
- северносаам. Rikkar — Ри́ккар
- фин. Rikhard — Ри́кхард
- эст. Rihard — Рихард
- араб. ريتشارد‎ — Ритшард
- ивр. ריצ'רד‎ — Ри́чард
- кит. 理查德, пиньинь Lĭchádé — Личадэ
- кор. 리차드 — Ричхаты
- яп. リチャード — Ритя:до

### Другие формы написания
Ryszard, Ricard, Riccard(s), Richard(s), Ritchard, Richardson, Richardsson, Ricquart, Rijkaard, Rickaert, Ryckewaert, Rickey.

## Некоторые короткие формы
Русский: Рич, Ричи, Рик. Английский: Rik, Rick, Dick, Dickson, Dix, Rich, Richie, Richy, Ric (австралийский диалект). Испанский: Rico, Cayo (в Гватемале). Словацкий: Rišo, Riško, Riči. Польский: Rysio, Rysiek, Ryś. Чешский: Ríša. Финский: Riku. Эстонский: Riho.